# Jamie Sives
Jamie Sives (* 1973 in Edinburgh) ist ein schottischer Schauspieler. Seit 1999 war er in mehr als 60 Film- und Fernsehproduktionen zu sehen. 2014 inszenierte er den Kurzfilm Song.

## Filmografie (Auswahl)
- 1999: The Bill (Fernsehserie, 1 Folge)
- 2001: Mean Machine – Die Kampfmaschine (Mean Machine)
- 2002: Wilbur Wants to Kill Himself (Wilbur begår selvmord)
- 2005: To the Ends of the Earth (Miniserie)
- 2006: Love and Other Disasters
- 2007: Hallam Foe – This Is My Story (Hallam Foe)
- 2008: Liebe auf den zweiten Blick (Last Chance Harvey)
- 2008: Waking the Dead – Im Auftrag der Toten (Waking the Dead, Fernsehserie, 2 Folgen)
- 2008: Silent Witness (Fernsehserie, 2 Folgen)
- 2009: Triage
- 2009: Walhalla Rising (Valhalla Rising)
- 2010: Kampf der Titanen (Clash of the Titans)
- 2010: Männertrip (Get Him to the Greek)
- 2011: Game of Thrones (Fernsehserie, 5 Episoden)
- 2011: New Tricks – Die Krimispezialisten (New Tricks, Fernsehserie, 1 Folge)

- 2012: Der Fall Wilhelm Reich (The Strange Case of Wilhelm Reich)
- 2013: Rush – Alles für den Sieg (Rush)
- 2014: Maleficent – Die dunkle Fee (Maleficent)
- 2015: Im Herzen der See (In the Heart of the Sea)
- 2016: Moon Dogs
- 2017–2018: Frontier (Fernsehserie)
- 2018: Wild Rose
- 2019: Chernobyl (Miniserie)
- 2019: Intrigo: In Liebe, Agnes (Intrigo: Dear Agnes)
- 2019: Trick or Treat
- 2019, 2021: Guilt – Keiner ist schuld (Guilt, Fernsehserie, 6 Folgen)
- 2021: Annika
- 2025: Department Q (Dept. Q, Fernsehserie)

## Auszeichnungen
- 2003: Shooting Star
- 2005: Chlotrudis Award (nommiert als bester Hauptdarsteller, für Willbur Wants to Kill Himself)